# 豊光重信
豊光 重信（とよひかり しげのぶ、1925年9月28日 - 1962年8月6日）は、立浪部屋、時津風部屋（当初は双葉山相撲道場）に所属した元大相撲力士。元若者頭。本名は和間 重信（わま しげのぶ）（旧姓清水）。現在の大分県中津市出身。183cm、84kg。最高位は東十両18枚目。得意技は右四つ、上手投げ。

## 経歴
1941年1月場所に初土俵。1954年3月場所に十両昇進。しかし、連続負け越しで幕下陥落。1957年1月場所に引退し、若者頭に転じた。

## 主な成績
- 通算成績：189勝233敗 勝率.448
- 十両成績：10勝20敗 勝率.333
- 現役在位：45場所
- 十両在位：2場所
- 各段優勝
  - 幕下優勝：1回（1953年3月場所）

### 場所別成績
| 1941年 （昭和16年） | （前相撲）              | x                     | 新序 0–3              | x                  |
| 1942年 （昭和17年） | 西序ノ口6枚目 3–5       | x                     | 西序二段74枚目 4–4    | x                  |
| 1943年 （昭和18年） | 西序二段49枚目 4–4      | x                     | 東序二段36枚目 5–3    | x                  |
| 1944年 （昭和19年） | 西序二段5枚目 5–3       | x                     | 西三段目25枚目 3–2    | 西三段目5枚目 3–2  |
| 1945年 （昭和20年） | x                       | x                     | 東幕下19枚目 –        | 東幕下 1–4         |
| 1946年 （昭和21年） | x                       | x                     | 国技館修理 のため中止 | 東幕下30枚目 1–6   |
| 1947年 （昭和22年） | x                       | x                     | 西三段目16枚目 2–3    | 東三段目21枚目 5–1 |
| 1948年 （昭和23年） | x                       | x                     | 西幕下26枚目 4–2      | 西幕下17枚目 3–3   |
| 1949年 （昭和24年） | 東幕下15枚目 6–6        | x                     | 東幕下14枚目 5–10     | 東幕下20枚目 5–10  |
| 1950年 （昭和25年） | 西幕下27枚目 8–7        | x                     | 東幕下23枚目 8–7      | 西幕下21枚目 8–7   |
| 1951年 （昭和26年） | 東幕下18枚目 8–7        | x                     | 東幕下16枚目 5–10     | 東幕下22枚目 5–10  |
| 1952年 （昭和27年） | 西幕下30枚目 7–8        | x                     | 西幕下31枚目 8–7      | 東幕下25枚目 7–8   |
| 1953年 （昭和28年） | 西幕下25枚目 8–7        | 西幕下21枚目 優勝 7–1 | 東幕下13枚目 5–3      | 西幕下4枚目 4–4    |
| 1954年 （昭和29年） | 東幕下4枚目 6–2         | 東十両18枚目 7–8      | 東十両20枚目 3–12     | 東幕下2枚目 2–6    |
| 1955年 （昭和30年） | 西幕下7枚目 2–6         | 西幕下12枚目 3–5      | 西幕下16枚目 5–3      | 西幕下7枚目 4–4    |
| 1956年 （昭和31年） | 東幕下5枚目 3–5         | 西幕下8枚目 2–6       | 西幕下19枚目 1–7      | 西幕下37枚目 3–5   |
| 1957年 （昭和32年） | 東幕下42枚目 引退 1–7–0 | x                     | x                     | x                  |
| 各欄の数字は、「勝ち-負け-休場」を示す。 優勝 引退 休場 十両 幕下 三賞：敢=敢闘賞、殊=殊勲賞、技=技能賞 その他：★=金星 番付階級：幕内 - 十両 - 幕下 - 三段目 - 序二段 - 序ノ口 幕内序列：横綱 - 大関 - 関脇 - 小結 - 前頭（「#数字」は各位内の序列） |                         |                       |                       |                    |

## 改名歴
- 和間 重信（わま しげのぶ）1941年1月場所 - 1942年1月場所
- 豊光 重信（とよひかり しげのぶ）1942年5月場所 - 1957年1月場所